# Kontrollmodell
Kontrollmodelle dienen zur Beschreibung betrieblicher Steuerungs- und Überwachungssysteme und spielen damit eine bedeutende Rolle bei der Definition von Corporate-Governance-Strukturen in privatwirtschaftlichen, aber auch in Non-Profit- und öffentlichen Organisationen.

## Modelle für Rechnungswesen und Betrieb

### COSO Internal Control - Integrated Framework
Das erste COSO-Modell wurde 1992 in den USA publiziert, um die Qualität der Finanzberichterstattung börsennotierter Unternehmen zu verbessern. 1994 kam es im Zuge einer Diskussion mit dem  U.S. Government Accountability Office (GAO) über die Anwendbarkeit im öffentlichen Bereich zu einer marginal geänderten zweiten Auflage des Modells.
COSO - so im Wortlaut der offiziellen Übersetzungen - bezeichnet hier Interne Kontrolle im weitesten Sinne als einen Prozess, der von der Leitung, den Führungskräften und anderen Mitarbeitern einer Einheit betrieben wird, um hinreichende Sicherheit bezüglich des Erreichens der in den Kontrollkategorien bestimmten Ziele zu erlangen.
Die vier Kontrollkategorien des COSO-Rahmenmodells sind:
- Funktionsfähigkeit und Wirtschaftlichkeit von Geschäftsprozessen
- Zuverlässigkeit betrieblicher und finanzwirtschaftlicher Informationen
- Vermögensschutz
- Einhalten einschlägiger Gesetze und Vorschriften

Weiter werden fünf Kontrollkomponenten beschrieben:
- Kontrollumfeld
- Risikobeurteilung
- Kontrollaktivitäten
- Information und Kommunikation
- Überwachung

### CICA Criteria of Control (CoCo)
Im Jahr 1995 hat das kanadische Institute of Chartered Accountants (CICA) mit der CICA Guidance on Control ein mehr management-orientiertes Kontrollmodell vorgestellt. Es enthält 20 Kontrollkriterien in 4 Gruppen:
- Zielorientierung - Purpose
- Motivation - Commitment
- Fähigkeiten - Capability
- Anpassung - Monitoring & Learning

### COSO Enterprise Risk Management - Integrated Framework
2004 wurde mit COSO ERM eine um Risikomanagementfunktionen ergänzende Erweiterung des COSO-Modells publiziert.

### COSO Internal Control over Financial Reporting - Guidance for Smaller Public Companies
Das COSO-Modell ergänzender, 2006 zur Unterstützung kleinerer Einheiten bei der Einrichtung Interner Kontrollen über die Finanzberichterstattung (ICOFR - Internal Control over Financial Reporting) veröffentlichter Leitfaden.

### Weitere Modelle
- Turnbull (UK)
- King (RSA)
- Vuinnot/Button (FR)

## IT-Kontrollmodelle
Das in der Praxis gebräuchlichste IT-Kontrollmodell ist:
- COBIT

## Anwendung

### Privatwirtschaft
Kontrollmodelle sollen von „Unternehmen von öffentlichem Interesse“ - so die EU-Kommission im Richtlinienentwurf COM(2004)177 endg - funktionsfähig implementiert werden.

### Non-Profit-Bereich
Kontrollmodelle finden zumindest im angelsächsischen Raum in großen Non-Profit-Organisationen Anwendung.

### Öffentliche Organisationen
Die Anwendung von Kontrollmodellen ist in einigen Ländern üblich; so werden z. B. Anwendungen auf Ebene der Europäischen Rechnungshöfe (siehe EUROSAI) und aus angelsächsischen Ländern und aus Skandinavien berichtet. Arbeitskreise bei INTOSAI, der OECD und der EU (z. B. PIFC, CHU) beschäftigen sich mit der Umsetzung.